# Derby della Mole
A Derby della Mole vagy más néven Derby di Torino (magyarul: Torinói derbi) az olasz labdarúgás egyik legnagyobb múltra visszatekintő városi rangadója. Torino városnak két kiemelkedő labdarúgócsapata, a rekordbajnok Juventus FC és a Torino FC mérkőzése.
A nevét a Mole Antonellianaról (A Film múzeuma) kapta, mely a város egyik látványossága. A derbi érdekessége, hogy a 20. század elején a Juventus akkori elnöke Alfredo Dick valamint több meghatározó játékos elhagyta a klubot és megalapította a Torino FC-t. Kettejük első derbijét 1907. január 13-án játszották melyet a bikák (a Torino FC beceneve) 2–1-re megnyertek. Azóta is tart a rivalizálás mind a pályán, mind a pályán kívül. A 2007–2008-as szezonban a mérkőzést megelőző zavargások törtek ki, a szurkolók és a rendőrség között melynek 40 letartóztatott szurkoló, 2 sérült rendőr, gyújtogatás, megrongált autók és üzletek lett az eredménye.
Az örökranglista:
| Sorozat             | Meccs | Juve győzelem | Döntetlen | Torino győzelem |
| ------------------- | ----- | ------------- | --------- | --------------- |
| Olasz bajnokság     | 168   | 68            | 49        | 51              |
| Olasz kupa          | 16    | 7             | 5         | 4               |
| Barátságos mérkőzés | 41    | 16            | 8         | 17              |
| Össz.               | 225   | 91            | 62        | 72              |

Egyéb híresebb városi rangadók:
Olaszország:
- Internazionale–AC Milan (Milánó)
- AS Roma–Lazio (Róma)

Anglia:
- Manchester United–Manchester City (Manchester)
- Liverpool–Everton (Liverpool)
- Arsenal–Tottenham (London)

Spanyolország:
- Barcelona–Espanyol (Barcelona)
- Real Madrid–Atlético Madrid (Madrid)
- Real Betis–Sevilla (Sevilla)

Skócia:
- Celtic–Rangers (Glasgow)

Portugália:
- Sporting CP–SL Benfica (Lisszabon)

Magyarország:
- Ferencvárosi TC–Újpest FC (Budapest)
- MTK Budapest FC–Ferencvárosi TC (Budapest) / egyben "Örökrangadó"